# Polygonatum
Hoàng tinh, hoàng tinh hoa đỏ hay củ cơm nếp (tên khoa học: Polygonatum) là một chi thực vật có hoa trong họ Asparagaceae. Nhiều loài của chi này có thân rễ (dạng củ) được dùng làm dược liệu trong Đông y, chẳng hạn như hoàng tinh (Polygonatum sibiricum), điền hoàng tinh (Polygonatum kingianum).

## Danh sách loài
- Polygonatum ×hybridum Brügger
- Polygonatum acuminatifolium
- Polygonatum adnatum
- Polygonatum aflatunense
- Polygonatum agglutinatum
- Polygonatum alternicirrhosum
- Polygonatum amabile
- Polygonatum ambiguum
- Polygonatum anceps
- Polygonatum angulosum
- Polygonatum angustifolium
- Polygonatum anhuiense
- Polygonatum anomalum
- Polygonatum arisanense
- Polygonatum beyrodtianum
- Polygonatum biflorum (Walter) Elliott (including P. cobrense[1])
  - Polygonatum biflorum var. commutatum
  - Polygonatum biflorum var. hebetifolium
  - Polygonatum biflorum var. melleum
  - Polygonatum biflorum var. necopinum
  - Polygonatum biflorum var. ovatum
  - Polygonatum biflorum var. virginicum
- Polygonatum bodinieri
- Polygonatum boreale
  - Polygonatum boreale var. australe
  - Polygonatum boreale var. multiflorum
- Polygonatum brachynema
- Polygonatum bracteatum
- Polygonatum brevistylum
- Polygonatum bulbosum
- Polygonatum buschianum
- Polygonatum canaliculatum
  - Polygonatum canaliculatum var. americanum
  - Polygonatum canaliculatum var. giganteum
  - Polygonatum canaliculatum var. oblongifolium
  - Polygonatum canaliculatum var. ovatum
  - Polygonatum canaliculatum var. rotundifolium
- Polygonatum capitatum
- Polygonatum cathcartii
- Polygonatum cavaleriei
- Polygonatum chinense
- Polygonatum chingshuishanianum
- Polygonatum ciliatum
- Polygonatum cilicicum
- Polygonatum cirrhifoliodes
- Polygonatum cirrhifolium
- Polygonatum cobrense
- Polygonatum commutatum
  - Polygonatum commutatum var. lineamentosum
  - Polygonatum commutatum var. ovatum
  - Polygonatum commutatum var. virginicum
- Polygonatum cryptanthum
- Polygonatum cuneatum
- Polygonatum curvistylum
- Polygonatum cyrtonema
- Polygonatum darrisii
- Polygonatum delavayi
- Polygonatum desoulavyi
- Polygonatum domonense
- Polygonatum ellipticum
- Polygonatum ensifolium
- Polygonatum ericoideum
- Polygonatum erythrocarpum
- Polygonatum esquirolii
- Polygonatum falcatum
- Polygonatum fargesi
- Polygonatum farwellii
- Polygonatum fauriei
- Polygonatum filipes
- Polygonatum franchetii
- Polygonatum fuscum
- Polygonatum geminiflorum
- Polygonatum gentilianum
- Polygonatum giganteum
- Polygonatum ginfoshanicum
- Polygonatum glaberrima
- Polygonatum glaberrimum
- Polygonatum govanianum
- Polygonatum gracile
- Polygonatum graminifolium
- Polygonatum grandicaule
- Polygonatum griffithii
- Polygonatum gussonii
- Polygonatum haussknechtii
- Polygonatum hebetifolium
- Polygonatum henryi
- Polygonatum hirtellum
- Polygonatum hirtum
- Polygonatum hookeri
- Polygonatum huanum
- Polygonatum humile
  - Polygonatum humile var. humillimum
- Polygonatum humillimum
- Polygonatum ibukiense
- Polygonatum inflatum
- Polygonatum infundiflorum
- Polygonatum inglesii
- Polygonatum intermedium
- Polygonatum involucratum
- Polygonatum iyoense
- Polygonatum jacquemontianum
- Polygonatum japonicum
- Polygonatum jinzhaiense
- Polygonatum kalapanum
- Polygonatum kasuense
- Polygonatum kawakamii
- Polygonatum kingianum
  - Polygonatum kingianum var. cavaleriei
  - Polygonatum kingianum var. ericoideum
  - Polygonatum kingianum var. grandifolium
  - Polygonatum kingianum var. uncinatum
- Polygonatum kiotense
- Polygonatum kungii
- Polygonatum langyaense
- Polygonatum laoticum
- Polygonatum lasianthum
- Polygonatum latifolium (Jacq.) Desf. (syn. P. hirsutum)[3]
- Polygonatum lebrunii
- Polygonatum leiboense
- Polygonatum leptophyllum
- Polygonatum leveilleanum
- Polygonatum longipedunculatum
- Polygonatum longistylum
- Polygonatum macranthum
- Polygonatum macrophyllum
- Polygonatum macropodum
- Polygonatum mairei
- Polygonatum majale
- Polygonatum marmoratum
- Polygonatum martini
- Polygonatum maximowiczii
- Polygonatum megaphyllum
- Polygonatum melleum
- Polygonatum mengtzense
- Polygonatum minutiflorum
- Polygonatum mischtschenkoanum
- Polygonatum miserum
- Polygonatum multiflorum (L.) All.
  - Polygonatum multiflorum f. ramosum
  - Polygonatum multiflorum var. americanum
  - Polygonatum multiflorum var. biflorum
  - Polygonatum multiflorum var. canaliculatum
  - Polygonatum multiflorum var. latifolium
  - Polygonatum multiflorum var. pubescens
- Polygonatum nervulosum
- Polygonatum nipponicum
- Polygonatum nodosum
- Polygonatum obtusifolium
- Polygonatum odoratum (Mill.) Druce
  - Polygonatum odoratum f. attenuatum
  - Polygonatum odoratum f. ovarifolium
  - Polygonatum odoratum f. variegatum
  - Polygonatum odoratum subsp. glaberrimum
  - Polygonatum odoratum var. ambiguum
  - Polygonatum odoratum var. odoratum
  - Polygonatum odoratum var. thunbergii
- Polygonatum officinale
- Polygonatum omeiense
- Polygonatum oppositifolium
- Polygonatum orientale
- Polygonatum ovatum
- Polygonatum parcefolium
- Polygonatum parviflorum
- Polygonatum pendulum
- Polygonatum periballanthus
- Polygonatum petiolatum
- Polygonatum planifilum
- Polygonatum pluriflorum
- Polygonatum polyanthemum
- Polygonatum polyanthum
- Polygonatum polygonatum
- Polygonatum prattii
- Polygonatum pruinosum
- Polygonatum pseudopolyanthemum
- Polygonatum pubescens (Willd.) Pursh
  - Polygonatum pubescens var. australe
  - Polygonatum pubescens var. boreale
  - Polygonatum pubescens var. cuneatum
  - Polygonatum pubescens var. multiflorum
- Polygonatum pumilum
- Polygonatum punctatum
- Polygonatum quelpaertense
- Polygonatum quinquefolium
- Polygonatum racemosum
- Polygonatum robustum
- Polygonatum roseum
- Polygonatum rubrum
- Polygonatum sadoense
- Polygonatum salamonis
- Polygonatum sewerzowi
- Polygonatum sibiricum
- Polygonatum sigillum
- Polygonatum silvicola
- Polygonatum simizui
- Polygonatum singalilense
- Polygonatum skorpili
- Polygonatum souliei
- Polygonatum stenanthum
- Polygonatum stenophyllum
- Polygonatum stewartianum
- Polygonatum striatum variegatum
- Polygonatum strumulosum
- Polygonatum taqueti
- Polygonatum tenuiflorum
- Polygonatum tessellatum
- Polygonatum thunbergii
- Polygonatum tonkinense
- Polygonatum trichosanthum
- Polygonatum trinerve
- Polygonatum tsinlingense
- Polygonatum umbellatum
- Polygonatum uncinatum
- Polygonatum velenovskyi
- Polygonatum verticillatum (L.) All.
- Polygonatum vietnamicum
- Polygonatum virens
- Polygonatum virginicum
- Polygonatum vulgare
- Polygonatum wardii
- Polygonatum yezoense
- Polygonatum yunnanense
- Polygonatum zanlanscianense
- Polygonatum zhejiangensis

## Hình ảnh

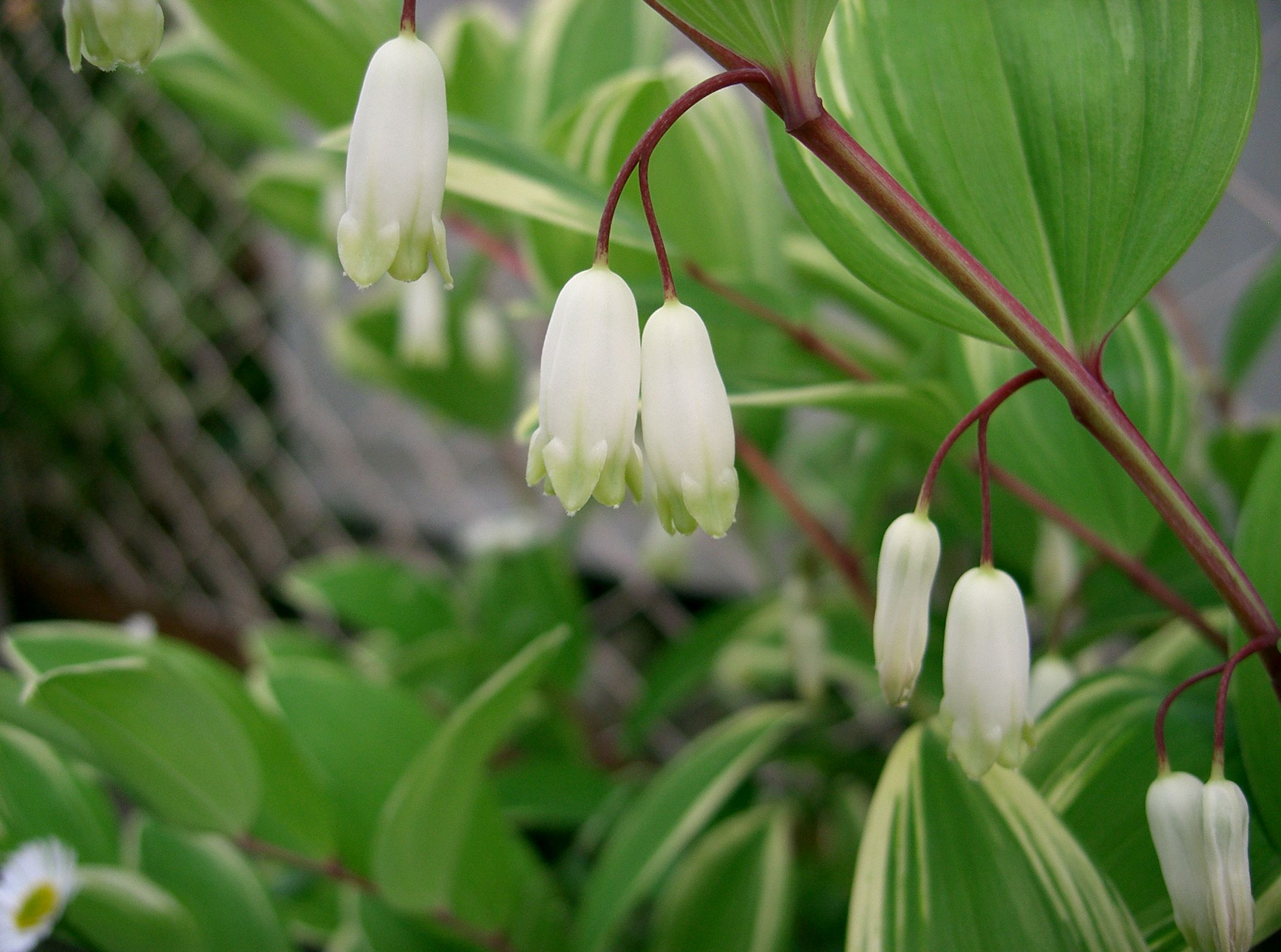
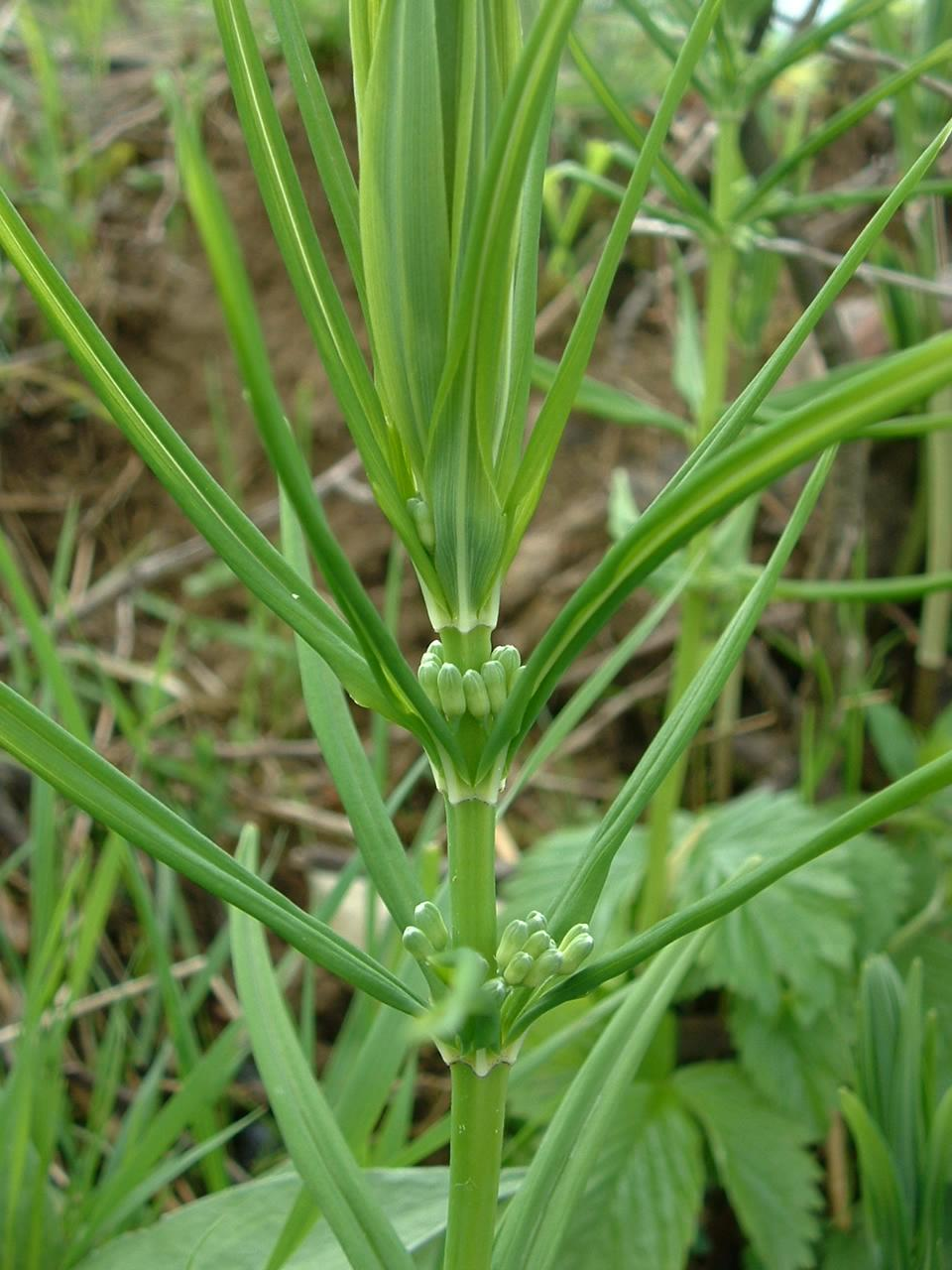
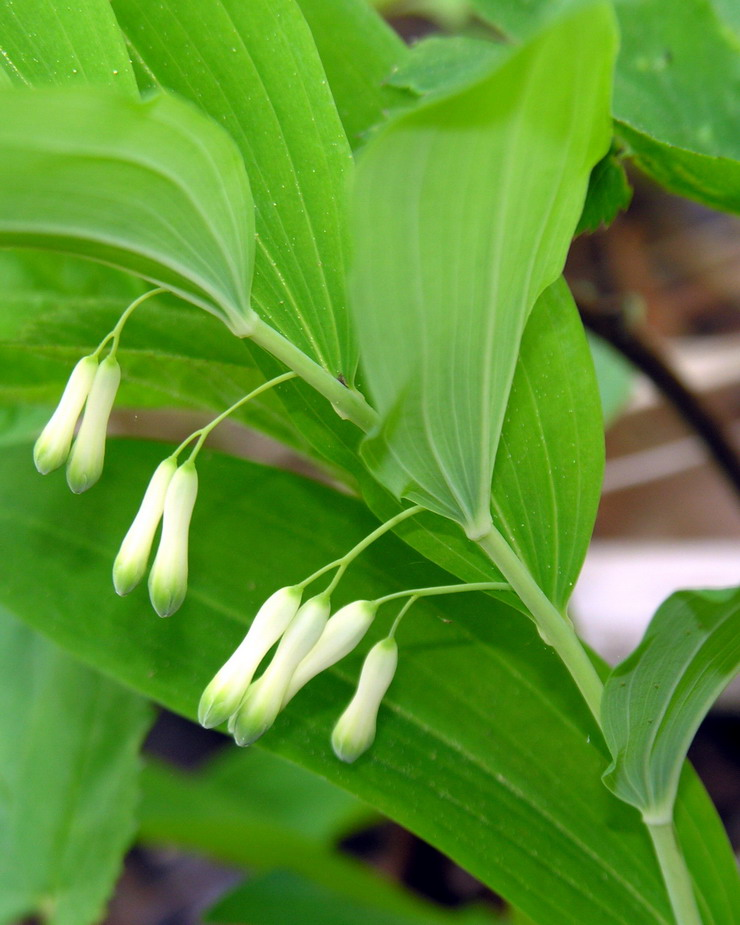
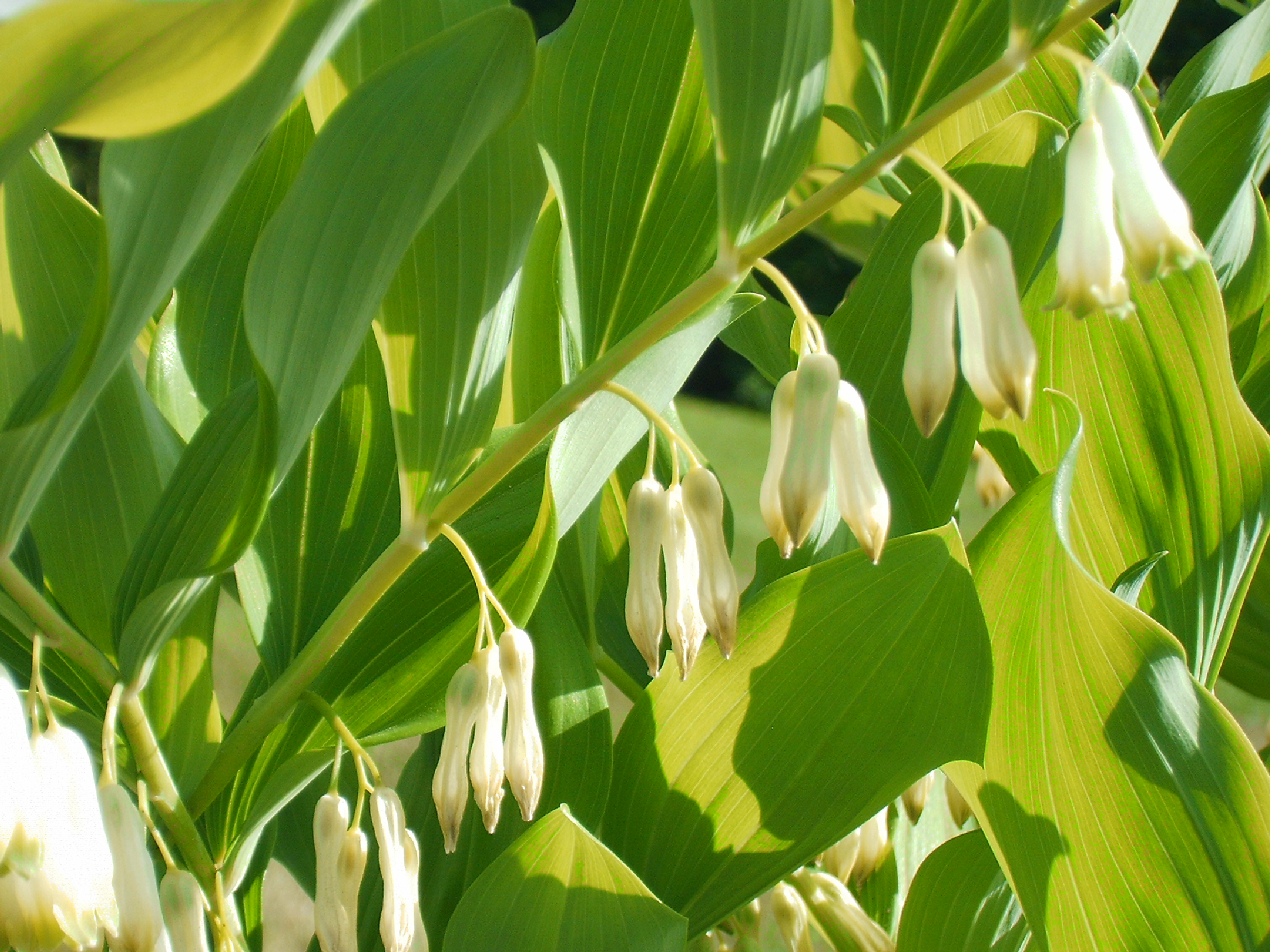